# Seznam švedskih admiralov
Seznam švedskih admiralov.
Po švedski tradiciji lahko najvišji admiralski čin prejmejo le člani kraljeve družine in Vrhovni poveljnik Švedskih oboroženih sil. Ostali nižji admiralski čini so lahko podeljeni pripadnikom Kraljeve švedske vojne mornarice.

### Riksamiraler (Admiral prestola)
1. Baron Clas Eriksson Fleming (1571–1595)
2. Baron Carl Carlsson Gyllenhielm (1620–1649)
3. Count Gustav Otto Stenbock (1675)
4. Baron Lorentz Creutz starejši (1615–1676)

### Amiralgeneraler (Admiral-generali)
1. Baron Lorentz Creutz starejši 1675
2. Hans Wachtmeister
3. Henrik af Trolle 1780
4. Carl August Ehrensvärd 1792–1794

### Amiraler (Admirali)
1. Baron Klas Kristersson Horn af Åminne 1564
2. Bengt Halstensson Bagge 1569
3. Jacob Bagge
4. Nils Göransson Stiernsköld
5. Baron Claes Nilsson Stiernsköld 1661
6. Cornelius Ankarstierna
7. Baron Evert Fredrik Taube 1700
8. Count Johan af Puke 1808
9. Louis Palander af Vega 1900
10. Baron Fredrik von Otter 1900
11. Kralj Gustav V. 1907
12. Grof Carl August Ehrensvärd 1924
13. Fabian Tamm 1947
14. Kralj Gustav VI. Adolf 1950
15. Stig H:son Ericsson 1961
16. Bertil Švedski 1969
17. Åke Lindemalm 1970
18. Kralj Karel XVI. Gustav 1973
19. Bengt Lundvall 1978
20. Bror Stefenson 1991

### Viceamiraler (Viceadmirali)
1. Olof von Unge
2. Carl Olof Cronstedt d.ä.
3. Nils Ehrenschiöld
4. Fredrik Henrik af Chapman 1791
5. Åke Lindemalm 1970

### Konteramiraler (Kontraadmirali)
1. Harald af Cristiernin 1795
2. Grof Baltzar von Platen
3. Anders Grenstad
4. Jörgen Ericsson
5. Torsten Lindh
6. Arvid Lindman
7. Frank Rosénius
8. Jörgen Ericsson 2001